# Sancho Ordóñez
Sancho Ordóñez, född cirka 895, död 929, var kung av Galicien från år 926 och fram till sin död 929, och kan kort ha varit kung av León 925– 26.
Sancho Ordóñez var den äldste sonen till Ordoño II, som ärvde Galicien i en uppdelning av kungariket Asturien med sina bröder 910. Sancho förvärvade rättigheterna till Galicien på liknande sätt när han och hans bröder delade riket mellan sig.
Vid kung Ordoño II:s död 924, efterträdde Ordoños bror Froila II hela kungariket. Omständigheterna kring tronföljden efter Froilas död ett år senare, 925, är oklara. Enligt Isa al-Razi intog Sancho staden León, men motarbetades av sin yngre bror Alfonso, som fick stöd av den leonesiska adeln och av hans svärfar, kung Sancho I av Pamplona. Besegrad i strid flydde Alfonso till Astorga, där han tog stöd av sin kusin, Froilas son, Alfonso Fróilaz. I en andra offensiv besegrades Sancho och tvingades överge León.
Sancho kröntes i Santiago de Compostela i Galicien 926. Han tycks ha nått en överenskommelse med sin bror Alfonso, nu kung i León, eftersom de två tillsammans julen 927 presiderade över en församling av hela rikets kyrkliga och världsliga magnater. Vid detta möte bekräftade kungligheterna restaureringen av det galiciska klostret Santa María de Loio av greve Gutier Menéndez och hans hustru Ilduara.
Som bror till Ordoño II:s hustru, Elvira Menéndez, var Gutier farbror till både Sancho och Alfonso.